# Полицейски оркестър на МВР на Република Сръбска
Полицейският оркестър на Министерството на вътрешните работи на Република Сръбска (на сръбски: Полицијски оркестар Министарства унутрашњих послова Републике Српске) е церемониален оркестър на Република Сръбска. Под командата е на Министерството на вътрешните работи на Р. Сръбска.
Оркестърът е създаден като протоколен оркестър на МВР в Баня Лука през декември 2017 г. На 9 януари 2018 г. е първото му участие, заедно с Почетното формирование на МВР, за честване на Деня на Република Сръбска в Баня Лука. Създаден е от 20 професионални музиканти.